# Medininkai
Medininkai (Duitse naam: Mednick, Poolse naam: Miedniki Królewskie) is een dorp in Litouwen. Het maakt deel uit van de districtsgemeente Vilnius. Daarbinnen is het de hoofdplaats van een seniūnija, die ook Medininkai heet. De plaats ligt ongeveer 25 km ten zuidoosten van Vilnius en 2 km van de grens met Wit-Rusland. Bij Medininkai ligt de grensovergang Medininkai-Kamienny Loh (Каменный Лог).
Medininkai had 493 inwoners in 2013, de seniūnija Medininkai 1140. De overgrote meerderheid van de bewoners (93,2%) spreekt Pools, 3,2% spreekt Litouws en 2,9% Russisch.
De hoogste heuvel van Litouwen, Aukštojas (293,84 m), en de op twee na hoogste heuvel, Juozapinė (292,70 m), liggen in de directe omgeving van Medininkai.
Het stadje Varniai in de buurt van Telšiai heette in de middeleeuwen ook Medininkai.

## Geschiedenis
Medininkai bezit een van de weinige middeleeuwse stenen burchten in Litouwen. De burcht is vermoedelijk gebouwd rond 1400. Een kroniek van de Duitse Orde uit 1402 maakt er voor het eerst melding van. De oppervlakte van het bouwwerk bedraagt 2 hectare. Rond de burcht ontstond een nederzetting.
Na de Slag bij Tannenberg van 1410 vormde de Duitse Orde geen bedreiging meer voor Litouwen en was de burcht niet meer nodig voor de verdediging van het land. In 1655, tijdens de Pools-Russische Oorlog, raakte ze zwaar beschadigd. De burcht werd nooit meer opgebouwd. Van de vier torens is er nog maar één over. Tijdens de Tweede Wereldoorlog lieten de Duitse bezetters, die de burcht als kampement gebruikten, een deel van de muren afbreken. In de jaren 1961-1973 is een deel van de schade hersteld en zijn de restanten van het bouwwerk geconserveerd.
Napoleon Bonaparte kwam zowel op de heenweg als de terugweg van zijn veldtocht naar Rusland van 1812 door Medininkai. Bede keren werd het dorp geplunderd.
Nadat Litouwen in 1795 door het Keizerrijk Rusland was geannexeerd, maakte Medininkai deel uit van het Gouvernement Vilnius, dat overigens ook een stuk van het huidige Wit-Rusland omvatte.
Na de Eerste Wereldoorlog maakte zowel het herrezen Polen als het herrezen Litouwen aanspraak op het vroegere gouvernement Vilnius (dat de Polen Wilno noemen). In 1922 trok Polen aan het langste eind. Op 10 oktober 1939 werd een deel van het vroegere gouvernement aan Litouwen overgedragen, nadat de Sovjet-Unie het oosten van Polen had bezet. Het resterende deel ging naar de Sovjetrepubliek Wit-Rusland. Pas vanaf dat moment was Medininkai grensplaats.
In 1940 werd Litouwen door de Sovjet-Unie bezet en het jaar daarop door nazi-Duitsland. In 1944 kwamen de Sovjettroepen terug. De grens bij Medininkai  werd een binnengrens zonder grenscontroles.

## De moord op de douaniers
Op 11 maart 1990 herstelde Litouwen zijn onafhankelijkheid. De logische consequentie daarvan was het opzetten van een eigen douane en de inrichting van grensposten aan de grenzen met Letland, Wit-Rusland en de oblast Kaliningrad. De Sovjet-Unie zette de OMON, de oproerpolitie, in tegen de Litouwse grensposten. De OMON pakte vooral de grensposten aan de grens met Wit-Rusland aan. De douaniers werden mishandeld en 23 grensposten werden vernield of in brand gestoken.
Bij de schermutselingen rond de grensposten werden acht Litouwers door de OMON vermoord. Eén slachtoffer viel in Krakūnai, de anderen werden op 31 juli 1991 vermoord in Medininkai. Die grenspost werd overvallen en de aanwezige douaniers en politiemensen moesten op de grond gaan liggen. waarna ze door het hoofd werden geschoten. Eén douanier, Tomas Šernas, overleefde het schot, maar was daarna wel invalide. Slechts een van de daders, die de Letse nationaliteit heeft, is berecht. De andere daders zijn Russisch staatsburger en Rusland weigert ze uit te leveren.
De bewuste douanepost is ingericht als gedenkplaats. Naast de douanepost staat een monument, dat uit zeven kruisen bestaat met onder elk kruis de naam van een van de slachtoffers. Honderd meter verderop is een nieuwe douanepost gebouwd. De slachtoffers zijn gezamenlijk begraven op het kerkhof van Antakalnis bij Vilnius. Elk jaar op 31 juli vindt een herdenkingsplechtigheid plaats.

## Bezienswaardigheden
Naast de burcht (met een klein museum in de toren) heeft Medininkai een houten kerk, de (rooms-katholieke) Kerk van de Heilige Drievuldigheid en Sint-Casimir, die echter niet oud is. Ze dateert uit 1931.

## Foto's

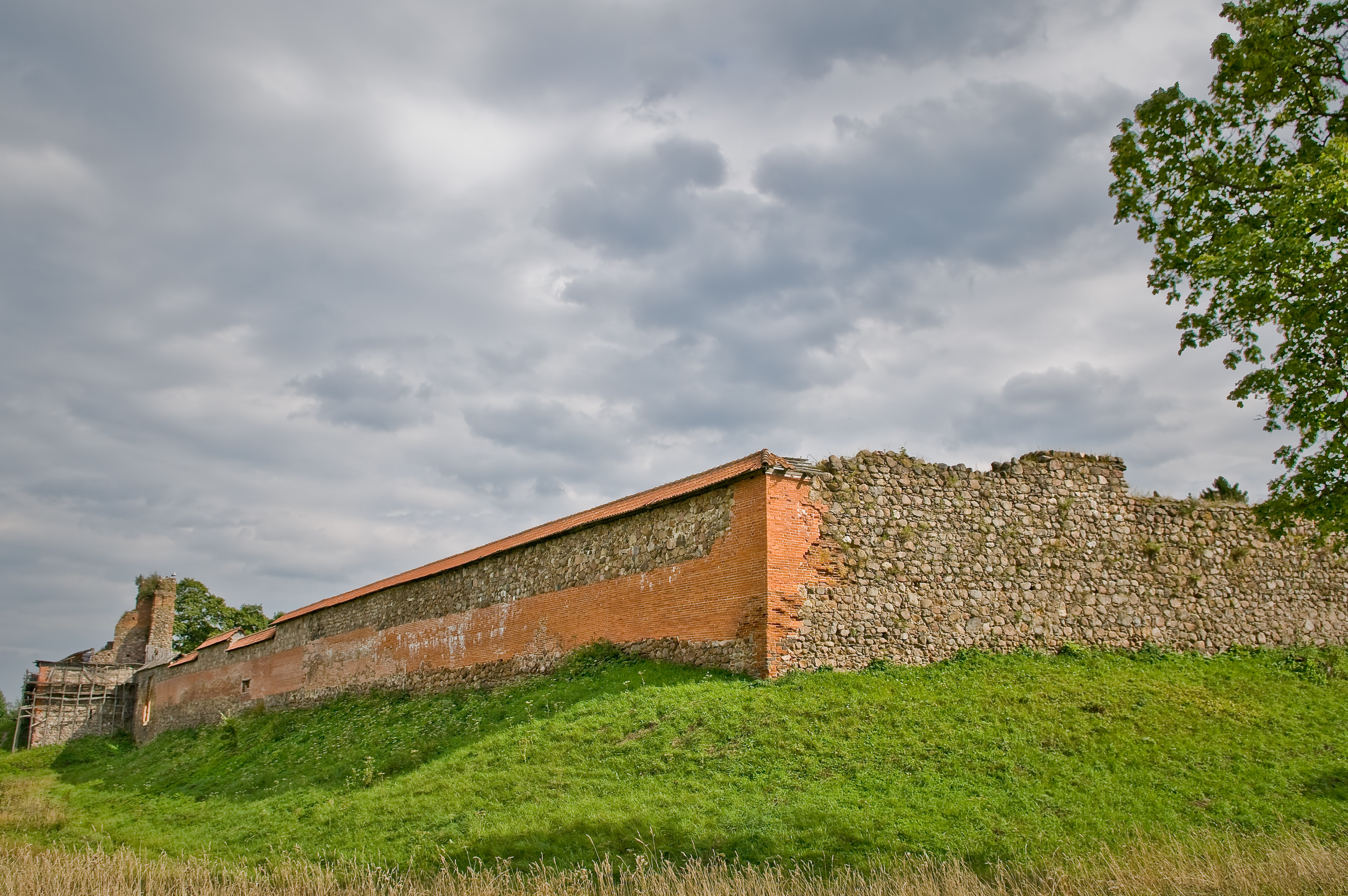
De burcht van Medininkai
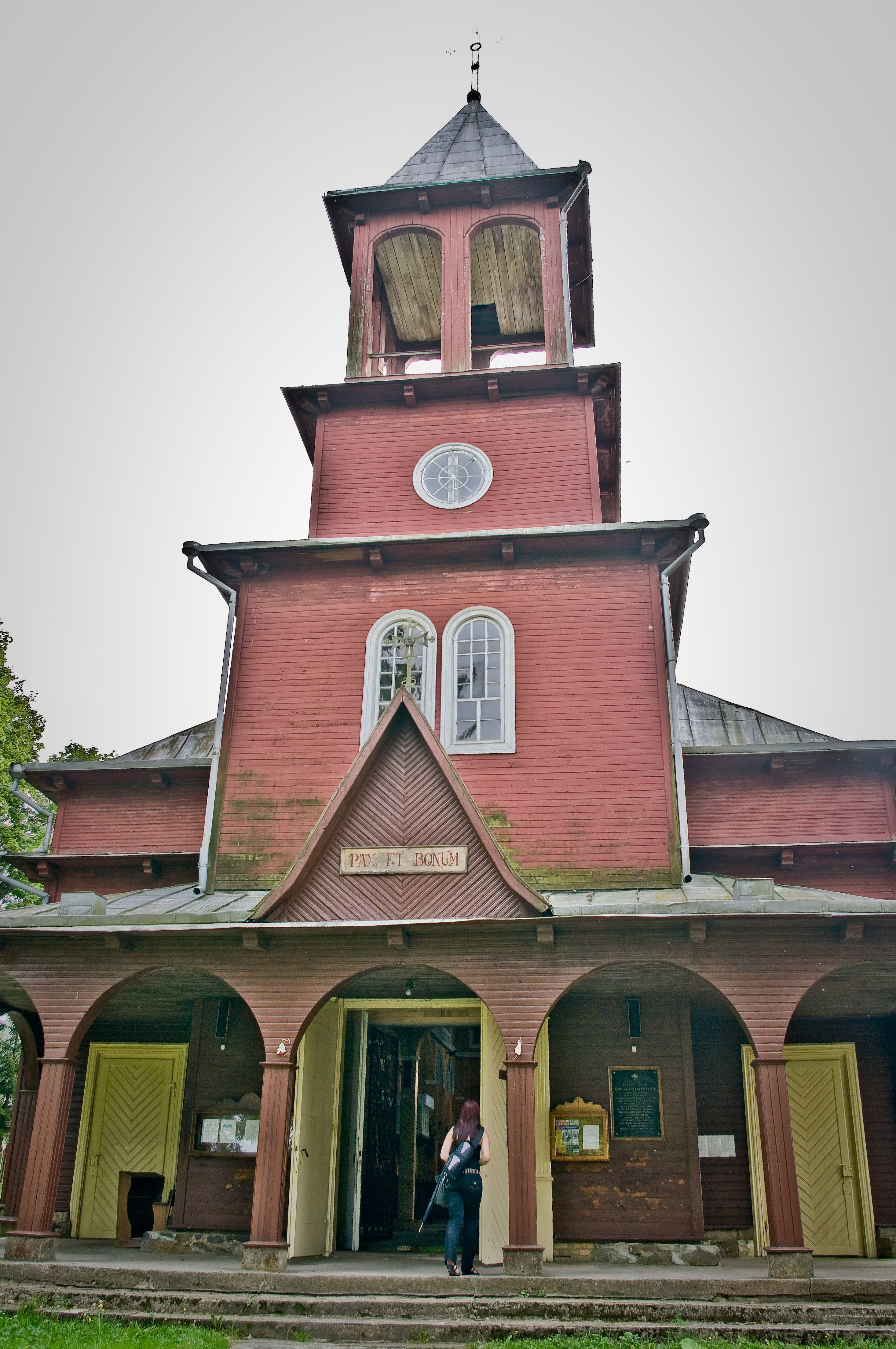
De kerk van Medininkai
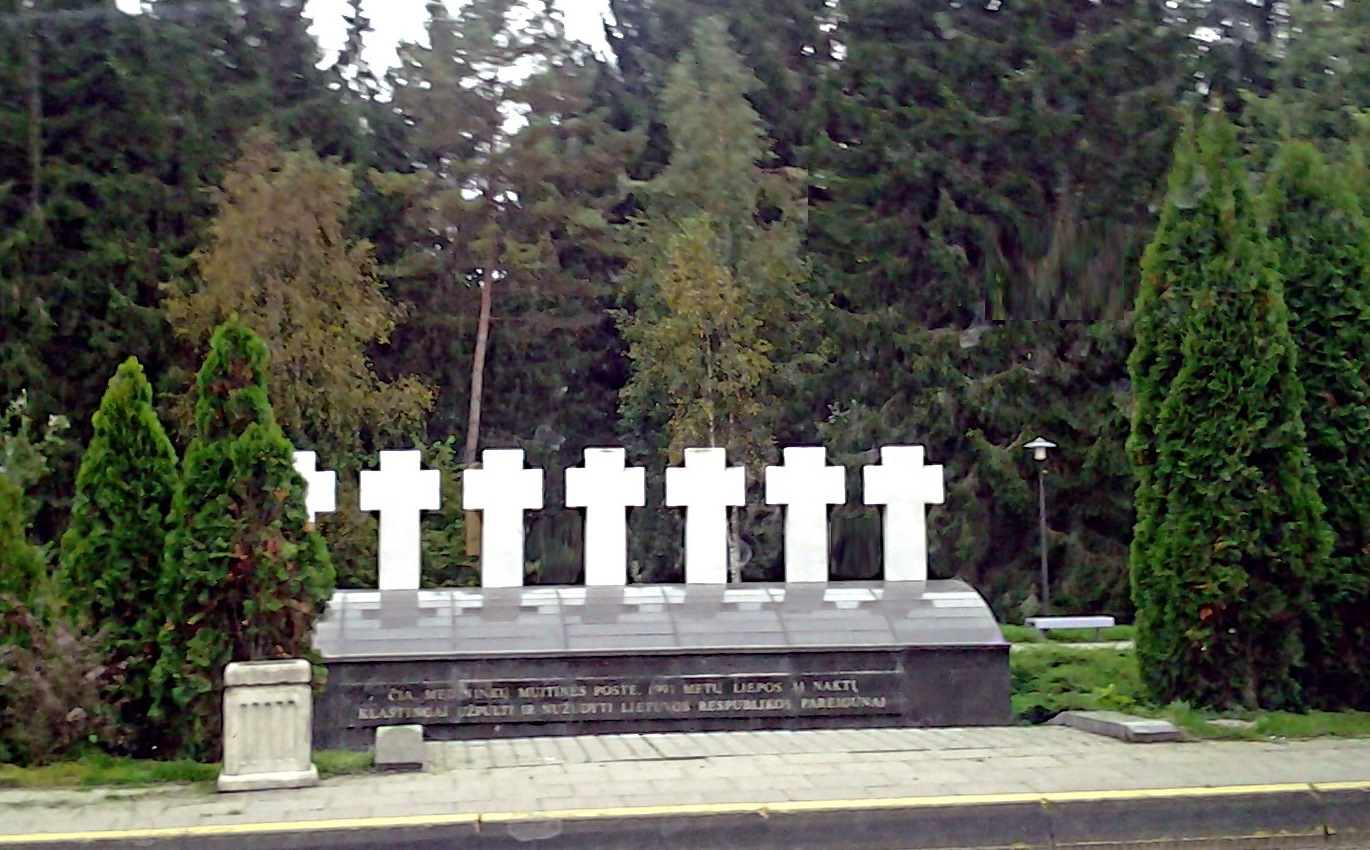
Het monument voor de zeven OMON-slachtoffers